# Joan Dalmau (baloncestista)
Joan Dalmau, (nacido el 22 de agosto de 1924 en Montgat, Barcelona) era un exjugador de baloncesto español.   

## Trayectoria
En el año 1940 forma parte del segundo equipo del UE Montgat, dos años más tarde ya formaba parte del primer equipo montgatino, equipo al que se mantuvo fiel toda su carrera deportiva, desoyendo ofertar del FC Barcelona o del Virtus Bolonia.
Su hermano Josep Dalmau también jugó al baloncesto en el UE Montgat y llegó a ser campeón de España de salto de altura.

## Internacionalidades
Fue internacional con España en 38 ocasiones
Participó en el primer mundial de baloncesto disputado en Argentina en 1950, aunque con escasa fortuna, ya que el equipo español quedó penúltimo (noveno de diez). En los Juegos Mediterráneos de 1951 si hubo más fortuna, ya que en estos juegos celebrados en Alejandría (Egipto) España se alzó con el subcampeonato.